# Závětrné ostrovy

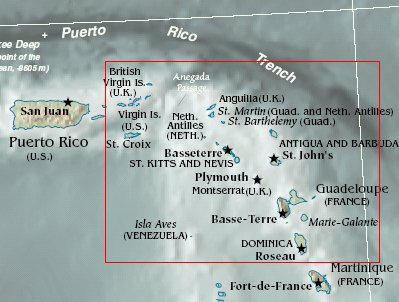
Závětrné ostrovy

Závětrné ostrovy (anglicky Leeward Islands) jsou severní větví Malých Antil v Karibiku. Název získaly díky převládajícím východním větrům, které v oblasti Závětrných ostrovů mají již menší intenzitu, než u sousedních Návětrných ostrovů.
Celková rozloha ostrovů je 2671 km². Největším ostrovem je Basse-Terre (848 km²) (východní část Guadeloupe). Zde je také nejvyšší vrchol Soufriére (1467 m n. m.). Na některých ostrovech jsou činné sopky a téměř všechny jsou obklopeny korálovými útesy.
Mezi lety 1671 a 1816 a znovu v letech 1833 až 1958 tvořily ostrovy Anguilla, Antigua, Barbuda, Montserrat, Nevis, Svatý Kryštof spolu s ostrovy Britských Panenských ostrovů britskou kolonii Britské závětrné ostrovy.

## Seznam Závětrných ostrovů
- Americké Panenské ostrovy
- Anguilla
- Antigua
- Barbuda
- Basse-Terre (Guadeloupe)
- Britské Panenské ostrovy
- Dominika
- Grande Terre (Guadeloupe)
- Montserrat
- Nevis
- Panenské ostrovy
- Saba (součást Nizozemska)
- Svatý Bartoloměj (součást Francie)
- Svatý Eustach (součást Nizozemska)
- Svatý Kryštof
- Svatý Martin (rozdělen mezi Nizozemské království a Francii)